# Sulaco (kommun)
Sulaco är en kommun i Honduras.   Den ligger i departementet Departamento de Yoro, i den centrala delen av landet, 100 km norr om huvudstaden Tegucigalpa. Antalet invånare är 13 292.